# Ristjärnarna, Medelpad
Ristjärnarna är en sjö i Timrå kommun i Medelpad och ingår i Gådeåns huvudavrinningsområde. Sjöns area är 0,018 kvadratkilometer och den befinner sig 183 meter över havet.